# Playing Around
Playing Around is een Amerikaanse filmkomedie uit 1930 onder regie van Mervyn LeRoy.

## Verhaal
Sheba Miller is een stenografe, die droomt van een luxeleventje. Ze woont in bij haar oude vader die eigenaar is van een sigarenwinkel. 
Frisdrankverkoper Jack heeft een oogje op Sheba, maar zij weigert met hem te trouwen totdat hij meer geld gaat verdienen. Jack neemt Sheba mee naar een nachtclub. Ze wint daar een schoonheidswedstrijd en leert er ook de crimineel Nickey Solomon kennen. Sheba is onder de indruk van Nickey's rijkdom en gaat in op zijn avances. Als Nickey haar een huwelijksaanzoek doet, is zowel Jack als haar vader daar sterk op tegen.

## Rolverdeling
| Acteur            | Personage          |
| ----------------- | ------------------ |
| Alice White       | Sheba Miller       |
| Chester Morris    | Nickey Solomon     |
| William Bakewell  | Jack               |
| Richard Carlyle   | Pa Miller          |
| Marion Byron      | Maude              |
| Maurice Black     | Joe                |
| Lionel Belmore    | Morgan             |
| Shep Camp         | Ceremoniemeester   |
| Ann Brody         | Mevrouw Fennerbeck |
| Nellie V. Nichols | Mevrouw Lippincott |